# Songs Forever (album Thomasa Andersa)
Songs Forever – dziewiąty album niemieckiego piosenkarza Thomasa Andersa, wydany 3 marca 2006 roku. Składa się głównie z coverów.

## Lista utworów
| Nr  | Tytuł utworu                                           | Długość |
| --- | ------------------------------------------------------ | ------- |
| 1.  | „Songs That Live Forever”                              | 3:02    |
| 2.  | „Cry For Help”                                         | 4:17    |
| 3.  | „For Your Eyes Only”                                   | 4:06    |
| 4.  | „Have I Told You Laterly”                              | 3:45    |
| 5.  | „All Around The World”                                 | 4:01    |
| 6.  | „Some People”                                          | 4:02    |
| 7.  | „Tell It To My Heart”                                  | 4:26    |
| 8.  | „Do You Really Want To Hurt Me”                        | 3:37    |
| 9.  | „Is This Love”                                         | 3:36    |
| 10. | „Sweet Dreams”                                         | 4:39    |
| 11. | „Arthur's Theme”                                       | 4:08    |
| 12. | „You're My Heart, You're My Soul”                      | 4:25    |
| 13. | „True”                                                 | 4:54    |
| 14. | „Songs That Live Forever (Special Grand Prix Version)” | 2:57    |
|     |                                                        | 55:55   |